# Nom commercial d'espèces
Le nom commercial d'espèces animales et végétales (on dit aussi « appellation commerciale », « dénomination commerciale » ou encore « dénomination de vente ») est une alternative aux noms vernaculaires, utilisée pour nommer les espèces dans le cadre de leur commercialisation. 
Par exemple la lotte est l'appellation commerciale de la Baudroie commune (Lophius piscatorius) sur les étals des poissonniers alors que la véritable Lotte (Lota lota) est un poisson de rivière. De même, en botanique, l'Avoine odorante (Hierochloe odorata) est plus connue dans les circuits commerciaux sous le nom d'herbe aux bisons. Chaque pays ayant un nom commercial qui lui est propre, on lui adjoint généralement un nom scientifique dans le cadre des exportations.
L'appellation commerciale peut faire l'objet d'une règlementation précise, comme les appellations en français de nombreuses espèces de poissons ou bien des expressions comme « Saint-Jacques » ou « Noix de Saint-Jacques » qui ne sont pas uniquement attribuées à la seule Coquille Saint-Jacques (Pecten maximus).
En vue d'établir des statistiques et de publier des informations à l'échelle mondiale, les espèces qui relèvent de l'agriculture ou de l'alimentation se voient affecter par la Food and agriculture organization (FAO), en parallèle du nom binominal latin et chaque fois que c'est possible, un nom technique en trois langues : français, anglais et espagnol. En 2015, 75 % des espèces répertoriées relatives aux pêches se sont vu doter d'un nom technique en anglais, contre 40 % en français et 36 % en espagnol.